# 方言彼女。
『方言彼女。』（ほうげんかのじょ）は、2010年10月から同年12月まで東名阪ネット6と是空、ダブの共同制作で毎週放送されていたバラエティ番組。幹事局はテレビ埼玉。全12回。
本稿では、続編となる以下の作品・関連企画についても説明する。
- 『方言彼女。2』（ほうげんかのじょツー）
2011年4月から同年6月まで放送された第2弾。全12回。
- 『方言彼女。0』（ほうげんかのじょラブ）
2012年10月から2013年3月まで放送された第3弾。全24回。
- 『方言だらけのオウチWi-Fi講座』（WebCM、NTT東日本とのコラボ企画、「方言彼女。×Flet's光」）
2014年3月〜

## 概要
「方言を話す女の子はカワイイ!」が番組のコンセプト。
オーディションで選ばれた地方出身の女性タレントたちが地元の方言を使って出演する。
2013年10月からは、当番組の続編でかつ男性版の『方言彼氏。』が制作されている。
方言彼女。
アイドルのイメージビデオ風ムービーやナンセンスコントなどのショートコーナーによるオムニバス構成。
テレビ埼玉の携帯サイト「テレ玉モバイル」で動画配信（「方言一言」）されたほかオリジナル着信ボイス配信などテレビ放送外でもメディア展開された。
方言彼女。2
2ndシーズンは「学園」がテーマ。地方出身者が集まる女子校、「方言女子短大付属高校」を舞台に方言女子たちの学園生活が描かれる。
2012年5月11日、パナソニックカミソリシェーバーラムダッシュとのコラボ動画をWEB上で配信。
方言彼女。0
第1弾での人気コーナー「方言デート」がパワーアップして再登場し、人気アイドルグループの地方出身メンバー等が出演。
2012年9月18日、Right-onとのコラボ動画をWEB上で配信。（2013年2月末まで毎月7本ずつ配信）
2013年2月21日、壇蜜とのコラボ企画「方言彼女。〜熟女篇」をひかりTVで配信。（一部WEB上でも無料配信）
2013年4月26日、Right-onとのコラボ企画第2弾「ミニドラマ『ケータイ』」をWEB上で配信。（2013年8月まで全8話）

## 出演者

### 方言彼女。
| - 滝元吏紗（北海道弁） - 相沢美羽（新潟弁） - 宮内かれん（静岡弁） - 葵ゆりか（名古屋弁） - 渡部優衣（大阪弁） - 長野静（伊予弁） - 渕上彩夏（熊本弁） - 川口真央（宮崎弁） | - 小祝麻里亜（仙台弁） - 渡辺あさ美（新潟弁） - 右手愛美（名古屋弁） - 田井中茉莉亜（京都弁） - 古崎瞳（広島弁） - 池原冬実（熊本弁） - 柚木渚（博多弁） |

### 方言彼女。2
| - 武田るい（北海道弁） - 浅倉結希（秋田弁） - 砂岡春奈（栃木弁） - 宮内かれん（静岡弁）※ - 田井中茉莉亜（京都弁）※ - 鈴木優梨（岡山弁） - 佐々木麻衣（徳島弁） - 美月あかり（筑豊弁） - 渕上彩夏（熊本弁）※ - 相沢真生（新潟弁、相沢美羽の双子の姉、第7回以降に出演） | - 倉岡生夏（南部弁） - 相沢美羽（新潟弁）※ - 望月一花（長野弁） - 渡瀬加奈（岐阜弁） - 渡部優衣（大阪弁）※ - 古崎瞳（広島弁）※ - 鹿谷弥生（博多弁） - 江頭ゆい（久留米弁） - 川口真央（宮崎弁）※ |

※マークの7人は『方言彼女。』より続投。

### 方言彼女。0
レギュラーキャスト
| - 倉岡生夏（青森県）○ - 浅倉結希（秋田県）○ - 砂岡春奈（栃木県）○ - 高沢奈苗（富山県） - 望月一花（長野県）○ - 右手愛美（愛知県）※ - 櫻井ゆりの（京都府） - 渡部優衣（大阪府）※○ - 古崎瞳（広島県）※○ - 知念沙也樺（福岡県） - 野口みか（熊本県） - 小森真理子（宮崎県） | - あゆか（岩手県） - 郡司香織（茨城県） - ほのかりん（神奈川県） - 松本未夢（富山県） - 宮内かれん（静岡県）※○ - 新田まみ（愛知県） - 大谷澪（大阪府） - 鈴木優梨（岡山県）○ - 島崎麻衣（高知県） - みづきあかり（福岡県）○ - 渕上彩夏（熊本県）※○ - 新平真里亜（三重県、第16回以降に出演） |

※マークは『方言彼女。』より続投。○マークは『方言彼女。2』より続投。太字は「方言デート」にも出演。
方言デートキャスト
- 光井愛佳（滋賀県、元モーニング娘。）
- 高井つき奈（愛知県、元SKE48・元ももいろクローバー）
- 吉川友（茨城県）
- 関根梓（長野県、アップアップガールズ（仮））
- 三上枝織（青森県）
- 仙石みなみ（宮城県、アップアップガールズ（仮））
- 瑞稀もえ（福岡県、LinQ）
- 谷桃子（茨城県）
- 森田涼花（京都府、元アイドリング!!!・元HOP CLUB）

## コーナー
※ （1）は『方言彼女。』、（2）は『方言彼女。2』、（0）は『方言彼女。0』、特記がなければ全シリーズ共通のコーナー。

### 方言デート
出演女性がカメラを恋人に見立てて振る舞うことで視聴者がデートを疑似体験できる、いわゆるバーチャルデート企画。彼氏役の声としてナレーションが入る。挿入歌はcapsule「more more more」。
方言彼女。
番組の「レギュラーキャスト」が出演。番組前半と後半に分けて放映。
| 回 | 放送日   | 内容         |
| -- | -------- | ------------ |
| 1  | 10月4日  | 右手愛美     |
| 2  | 10月11日 | 古崎瞳       |
| 3  | 10月18日 | 渡部優衣     |
| 4  | 10月25日 | 渡部あさ美   |
| 5  | 11月1日  | 渕上彩夏     |
| 6  | 11月8日  | 小祝麻里亜   |
| 7  | 11月15日 | 田井中茉莉亜 |
| 8  | 11月22日 | 宮内かれん   |
| 9  | 11月29日 | 川口真央     |
| 10 | 12月6日  | 相沢美羽     |
| 11 | 12月13日 | 長野静       |
| 12 | 12月20日 | 滝元吏紗     |

方言彼女。0
主にアイドルグループに所属する地方出身のメンバーが「方言デートキャスト」として出演。前後編として2回連続で放送され、それぞれの回で番組の前半と後半に分けて放映。出演者の曲が前半の挿入歌として使われる場合がある（例：第2回でモーニング娘。「恋愛ハンター」を使用）。
| 回     | 放送日         | 内容       |
| ------ | -------------- | ---------- |
| 1・2   | 10月8日・15日  | 光井愛佳   |
| 3・4   | 10月22日・29日 | 高井つき奈 |
| 5・6   | 11月5日・12日  | 吉川友     |
| 7・8   | 11月19日・26日 | 浅倉結希   |
| 9・10  | 12月3日・10日  | 関根梓     |
| 11・12 | 12月17日・24日 | 三上枝織   |
| 13・14 | 1月7日・14日   | 大谷澪     |
| 15・16 | 1月21日・28日  | 仙石みなみ |
| 17・18 | 2月4日・11日   | 瑞稀もえ   |
| 19・20 | 2月18日・25日  | 新田まみ   |
| 21・22 | 3月4日・11日   | 谷桃子     |
| 23・24 | 3月18日・25日  | 森田涼花   |

### 方言一言
テーマに沿った一言セリフをカメラ目線で言う。「告白」のセリフは出演者のアドリブ。
方言彼女。
- テーマ
  - 告白（宮内、柚木、右手、渡辺、小祝、渕上、田井中、池原、川口、滝元、長野）
  - 遅刻した彼氏に怒る（古崎、柚木、渡部）
  - 喧嘩した彼氏に謝る（相沢、渡部、宮内）
  - デートに誘われて…（相沢、古崎、渡辺、渡部）
  - プレゼントを貰って…（古崎、相沢、田井中）
  - 手料理をふるまう（相沢、宮内、田井中）
  - やきもちを焼く（古崎、右手、川口）
  - 表記無し - 励ましの言葉（葵、渡部×2、右手、柚木、渕上、小祝）

方言彼女。2
- テーマ
  - 好きな人に告白（渡部、鈴木、浅倉、倉岡、宮内）
  - 遅れて謝る（渕上、宮内、古崎）
  - デートに誘う（川口）
  - 喧嘩した彼に謝る（江頭、渡部）
  - 彼に不満をぶつける（田井中、望月、浅倉）

### 使える方言講座
ラッシャー木村のマイクパフォーマンスをテキストに用いた方言講座。
方言彼女。
| 回 | 放送日   | 内容                 |
| -- | -------- | -------------------- |
| 1  | 10月4日  | 新潟弁／相沢美羽     |
| 2  | 10月11日 | 静岡弁／宮内かれん   |
| 3  | 10月18日 | 熊本弁／渕上彩夏     |
| 4  | 10月25日 | 京都弁／田井中茉莉亜 |
| 5  | 11月1日  | 愛知弁／葵ゆりか     |
| 6  | 11月8日  | 大阪弁／渡部優衣     |
| 7  | 11月15日 | 福岡弁／柚木渚       |
| 8  | 11月22日 | 広島弁／古崎瞳       |
| 9  | 11月29日 | 伊予弁／長野静       |
| 10 | 12月6日  | 北海道弁／滝元吏紗   |
| 11 | 12月13日 | 宮崎弁／川口真央     |
| 12 | 12月20日 | 名古屋弁／右手愛美   |

方言彼女。2
| 回 | 放送日  | 内容                 |
| -- | ------- | -------------------- |
| 1  | 4月4日  | 北海道弁／武田るい   |
| 2  | 4月11日 | 岐阜弁／渡瀬加奈     |
| 3  | 4月18日 | 南部弁／倉岡生夏     |
| 4  | 4月25日 | 筑豊弁／美月あかり   |
| 5  | 5月1日  | 久留米弁／江頭ゆい   |
| 6  | 5月8日  | 秋田弁／浅倉結希     |
| 7  | 5月15日 | 博多弁／鹿谷弥生     |
| 8  | 5月22日 | 熊本弁／渕上彩夏     |
| 9  | 5月29日 | 京都弁／田井中茉莉亜 |
| 10 | 6月6日  | 岡山弁／鈴木優梨     |
| 11 | 6月13日 | 阿波弁／佐々木麻衣   |

方言彼女。0
| 回 | 放送日   | 内容               |
| -- | -------- | ------------------ |
| 3  | 10月22日 | 宮崎弁／小森真理子 |
| 5  | 11月5日  | 熊本弁／野口みか   |
| 6  | 11月12日 | 大阪弁／大谷澪     |
| 7  | 11月19日 | 岩手弁／あゆか     |
| 8  | 11月26日 | 三河弁／新田まみ   |
| 9  | 12月3日  | 富山弁／高沢奈苗   |
| 11 | 12月17日 | 茨城弁／郡司香織   |
| 12 | 12月24日 | 土佐弁／島崎麻衣   |
| 13 | 1月7日   | 熊本弁／渕上彩夏   |

### 方言リレー
毎回決まった一言をメンバーがリレー形式で各方言に言い換えていく。最初と最後が同じ人の場合、最初は標準語・最後は方言。
方言彼女。2
- 第1回 「もう、くすぐったいよ」（渕上→浅倉→倉岡→渡部→古崎→相沢→砂岡→望月→川口→田井中→武田→美月→江頭→渕上）
- 第2回 「そこでバントはないでしょう」（渡部→砂岡→古崎→相沢→田井中→美月→渕上→武田→浅倉→倉岡→川口→望月→江頭→渡部）
- 第5回「何で好きって言っちゃダメなの」（川口→美月→浅倉→渕上→宮内→江頭→古崎→田井中→川口）
- 第6回 「あんま見られると恥ずかしいんですけど」（江頭→宮内→渕上→浅倉→川口→田井中→美月→古崎→江頭）
- 第7回 「やばい、なんか好きになっちゃったかも」（砂岡→川口→渡部→望月→美月→古崎→田井中→江頭→砂岡）
- 第9回 「私ができないこと、平気でやっちゃうんだね」（渡瀬→渕上→倉岡→鈴木→相沢→佐々木→武田→鹿谷→渡瀬）
- 第10回 「私たち、付き合ってるんだよね」（望月→江頭→田井中→美月→砂岡→渡部→川口→古崎→望月）
- 第11回 「一緒にいると、なんか、落ち着くね」（美月→倉岡→渡瀬→古崎→江頭→相沢→渕上→浅倉→宮内→美月）
- 第12回 「大丈夫、私がいるじゃん」（鹿谷→鈴木→渕上→渡瀬→相沢→倉岡→佐々木→武田→鹿谷）

方言彼女。0
- 第1回 「あなたが好きなもの、私が好きになりたいから教えなさい」（ほのか→古崎→新田→高沢→倉岡→渕上→大谷→小森）
- 第2回 「元気出して頑張れよ!私が応援しているから」（右手→あゆか→宮内→大谷→みづき→浅倉→野口）
- 第3回 「何かごめんなさい。こんな事、あなただけしか言わないから」（櫻井→望月→あゆか→島崎→渕上→倉岡→郡司）
- 第4回 「ちょっと待って!待ってよ!ねぇ、もう少し一緒にいてくれないか?」（渡部→知念→宮内→松本→砂岡→新田→鈴木）
- 第5回 「あっ、ご飯こぼしているぞ!子どもみたいだから」（古崎→大谷→小森→ほのか→新田→高沢→倉岡→渕上）
- 第6回 「私の気持ちを気付かないなんて、どれだけ鈍感よ!」（浅倉→宮内→みづき→大谷→野口→右手→あゆか）
- 第7回 「もう、すごく待っていたからね!けれど、許してあげるよ。」（松本→鈴木→新田→砂岡→渡部→知念→宮内）
- 第8回 「ねぇねぇ、今度何処かへ連れてってよ!何処でもいいから」（島崎→渕上→あゆか→望月→郡司→倉岡→櫻井）
- 第9回 「そんな事言ったって、しょうがないか」（島崎→宮内→野口→望月→大谷→古崎→浅倉→小森→島崎）
- 第10回 「君、私が予約したから、誰でも付き合ってはダメだよ」（望月→渕上→島崎→郡司→浅倉→大谷→鈴木）
- 第11回 「クリスマス・イヴ、何しているの?もし暇だったら、一緒にいてあげていいよ」（大谷→あゆか→知念→新田→櫻井→倉岡→渡部）
- 第12回 「いつも私ばかり好きって言ってるじゃない。たまには好きって言ってよ」（あゆか→渡部→新田→知念→櫻井→大谷→倉岡）
- 第13回 「こっちおいで。一緒に暖まろう。」（櫻井→望月→高沢→砂岡→みづき→右手→小森）
- 第14回 「いつも頑張ってるのを知ってるけど、無理しないでね。」（右手→高沢→みづき→望月→小森→櫻井→砂岡）

### エピソード系コーナー
方言サミット（1）
出演者7人によるテーマトークから毎回1人をピックアップ。フリップを用いてエピソードを披露する。インサートカットで相沢がキャベツ太郎を食べ続ける映像が挿入される。
- テーマ
  - 一番恥ずかしかった話（渡部、葵、相沢、右手、古崎）

ホームルーム（2）
出演者8人によるテーマトークから毎回1人をピックアップ。
- テーマ
  - 恋愛での失敗談（田井中、古崎、江頭、美月、宮内）
  - 男子に言われてヒいた言葉（田井中、江頭）

### ショート系コーナー
お母さんへの報告（1）
団地風の玄関ドアを開けて入ってきた出演者が母親へどうでもいい内容を報告してまた出て行く。
遅刻の言い訳（2）
教室をドアを開けて入ってきた出演者が遅刻の理由を報告する。
先生への質問（2）
出演者が手を挙げて先生に質問するが、大半が意見・報告で、授業とは関係がない。

### エンディング
Sな一言（1）
方言一言のサディズムバージョン。
ツンデレ一言（2）
方言一言のツンデレバージョン。
ダイジェスト（0）
エンディングテーマのももいろクローバー「走れ!」に合わせ、その回のダイジェスト映像が流れる。但し「方言デートキャストによる『方言デート』」の映像は第1回・第11回・第12回・第21回を除き含まれない。

### その他
方言電話（1、0）
出演者が家族や親友に電話している様子を撮影。
方言朗読（1）
歌謡曲の歌詞を方言に翻訳して朗読する。
| 回 | 放送日   | 楽曲                                         |
| -- | -------- | -------------------------------------------- |
| 1  | 10月4日  | シャ乱Q「ズルい女」（広島弁Ver.）            |
| 2  | 10月11日 | 槇原敬之「もう恋なんてしない」（新潟弁Ver.） |
| 3  | 10月18日 | B'z「LOVE PHANTOM」（宮崎県）                |
| 4  | 10月25日 | 光GENJI「ガラスの十代」（熊本県）            |
| 6  | 11月8日  | MAX「Give me a Shake」（福岡県）             |
| 7  | 11月15日 | 男闘呼組「DAYBREAK」（愛知県）               |

方言女子の会話（1）
イメージ画像にのせて方言女子たちによる地元のあるあるネタ話が展開される。出演者は登場せずナレーションのみ。
方言大陸（1）
ドキュメンタリー番組『情熱大陸』のインタビュー場面のパロディ。
持ち物検査（2）
出演者の通学カバンの中身をチェックしていくが、基本的に学校に不要なものが多い。
学級日誌（2）
日直が自分で書いた学級日誌を読み上げる。スライドショー形式。
校内放送（2）
呼び出し形式の放送の中で、各々自由なアナウンスをする。スライドショー形式
| 回 | 放送日  | 内容                                  |
| -- | ------- | ------------------------------------- |
| 3  | 4月18日 | 競馬実況/砂岡春奈                     |
| 5  | 5月2日  | 次回予告/浅倉結希                     |
| 7  | 5月16日 | サッカー実況/田井中茉莉亜、美月あかり |
| 9  | 5月30日 | アニメ・決め台詞/武田るい             |

上京物語（0）
大きな夢を追いかけて上京した出演者が、道行く人に目的地を訪ねる。
ギャップ嬢（0）
出演者が様々なシチュエーションにおいて礼儀正しい態度(標準語)で応対するが、あるきっかけでくだけた態度(方言)をみせる。ほとんどの場合、最後は礼儀正しく(標準語に)なる。
住宅ファイル（0）
出演者の家に来客があったという設定で家の各部屋でおかしなやりとりを行う。最初と最後に「○○(出演者)家　△△(部屋)」と「この物語はフィクションです」が表記される。
| file | 回 | 放送日   | 内容               |
| ---- | -- | -------- | ------------------ |
| 1    | 4  | 10月29日 | 鈴木優梨・玄関     |
| 2    | 6  | 11月12日 | 右手愛美・リビング |
| 3    | 13 | 1月7日   | 美月あかり・玄関   |
| 4    | 15 | 1月21日  | 浅倉結希・リビング |

方言マニフェスト（0）
「全日本方言促進委員長」選挙の候補者として政見放送の中でマニフェストを掲げる。

## 放送リスト
※ 放送日はテレ玉
特別番組
- 『方言彼女。スペシャル』（テレ玉、12月28 - 30日 20:00 - 21:00） - 「方言彼女。」全回放送。

## スタッフ
※ （2）は『方言彼女。2』担当。（0）は『方言彼女。0』担当。特記がなければ全シリーズ担当。
- 企画・プロデュース：鈴木淳一
- 構成・演出：佐藤タクヤ、島本裕太（0）
- 声の出演：好川喬範
- AD：窪田尚洋（1）、江口翔子（2）
- ディレクター：佐藤タクヤ、山田涼太郎（1,2）、窪田尚洋（2,0）、渡部泉（0）
- プロデューサー：梶野元延（1,2）、熊谷典和、波多美由紀、伊藤義行、江副純夫、松浦順子、高口聖世巨（2,0）、小森健一郎（0）、下山拓巳（0）
- エグゼクティブプロデューサー：遠藤圭介、宇田川寧
- ポストプロダクション：サウンドユニバース
- 撮影協力：豊島区西部区民事務所（2）、旧荒川区立道灌山中学校（2）、みらい館大明（2）
- 制作協力：ダブ
- 製作著作：「方言彼女。」製作委員会（是空、テレ玉、チバテレビ、tvk、三重テレビ、KBS京都、サンテレビ、ハピネット、ひかりTV（0）、ダブ）

## 放送局

### 方言彼女。
| 放送対象地域   | 放送局             | 放送期間                      | 放送日時                               | 系列                                   |
| -------------- | ------------------ | ----------------------------- | -------------------------------------- | -------------------------------------- |
| 埼玉県         | テレビ埼玉         | 2010年10月4日 - 12月20日      | 月曜 22:15 - 22:30                     | 独立UHF局 （東名阪ネット6） 共同制作局 |
| 千葉県         | 千葉テレビ放送     | 2010年10月9日 - 12月25日      | 土曜 22:15 - 22:30                     | 独立UHF局 （東名阪ネット6） 共同制作局 |
| 神奈川県       | テレビ神奈川       | 2010年10月4日 - 12月20日      | 月曜 25:00 - 25:15                     | 独立UHF局 （東名阪ネット6） 共同制作局 |
| 三重県         | 三重テレビ放送     | 2010年10月3日 - 12月26日      | 日曜 18:30 - 18:45                     | 独立UHF局 （東名阪ネット6） 共同制作局 |
| 京都府         | 京都放送           | 2010年10月8日 - 12月24日      | 金曜 24:15 - 24:30                     | 独立UHF局 （東名阪ネット6） 共同制作局 |
| 兵庫県         | サンテレビジョン   | 2010年10月8日 - 12月24日      | 金曜 22:30 - 22:45                     | 独立UHF局 （東名阪ネット6） 共同制作局 |
| 北海道         | 札幌テレビ         | 2011年3月6日 - 4月3日         | 日曜 26:50 - 27:20                     | 日本テレビ系列                         |
| 福島県         | 福島中央テレビ     | 2011年4月29日 - 6月3日        | 金曜 25:53 - 26:23                     | 日本テレビ系列                         |
| 長崎県         | 長崎国際テレビ     | 2011年4月9日 - 7月16日        | 土曜 24:55 - 25:10                     | 日本テレビ系列                         |
| 熊本県         | 熊本県民テレビ     | 2011年1月20日 - 2月24日       | 木曜 25:15 - 25:45                     | 日本テレビ系列                         |
| 鹿児島県       | 鹿児島放送         | 2011年4月3日 - 6月26日        | 日曜 25:30 - 25:50                     | テレビ朝日系列                         |
| 広島県         | 広島テレビ         | 2011年7月14日 - 8月18日       | 木曜 25:43 - 26:13                     | 日本テレビ系列                         |
| 岡山県・香川県 | 山陽放送           | 2011年10月30日 - 2012年2月5日 | 日曜 25:20 - 25:35                     | TBS系列                                |
| 新潟県         | テレビ新潟         | 2014年4月2日 - 4月19日        | 水曜 25:59 - 26:29／土曜 25:55 - 26:25 | 日本テレビ系列                         |
| 富山県         | チューリップテレビ | 2016年7月25日 - 10月23日      | 日曜 25:23 - 25:38                     | TBS系列                                |

### 方言彼女。2
| 放送対象地域   | 放送局             | 放送期間                      | 放送日時           | 系列                                   |
| -------------- | ------------------ | ----------------------------- | ------------------ | -------------------------------------- |
| 埼玉県         | テレビ埼玉         | 2011年4月4日 - 6月20日        | 月曜 22:15 - 22:30 | 独立UHF局 （東名阪ネット6） 共同制作局 |
| 千葉県         | 千葉テレビ放送     | 2011年4月9日 - 6月25日        | 土曜 22:15 - 22:30 | 独立UHF局 （東名阪ネット6） 共同制作局 |
| 神奈川県       | テレビ神奈川       | 2011年4月4日 - 6月20日        | 月曜 25:00 - 25:15 | 独立UHF局 （東名阪ネット6） 共同制作局 |
| 三重県         | 三重テレビ放送     | 2011年4月10日 - 6月26日       | 日曜 18:30 - 18:45 | 独立UHF局 （東名阪ネット6） 共同制作局 |
| 京都府         | 京都放送           | 2011年4月2日 - 6月25日        | 土曜 23:45 - 24:00 | 独立UHF局 （東名阪ネット6） 共同制作局 |
| 兵庫県         | サンテレビジョン   | 2011年4月6日 - 6月22日        | 水曜 23:45 - 24:00 | 独立UHF局 （東名阪ネット6） 共同制作局 |
| 北海道         | 札幌テレビ         | 2011年6月26日 - 7月31日       | 日曜 25:50 - 26:20 | 日本テレビ系列                         |
| 広島県         | 広島テレビ         | 2011年8月25日 - 9月29日       | 木曜 25:43 - 26:13 | 日本テレビ系列                         |
| 熊本県         | 熊本県民テレビ     | 2011年10月3日 - 12月19日      | 月曜 25:45 - 26:00 | 日本テレビ系列                         |
| 福岡県         | 九州朝日放送       | 2012年1月10日 - 2月14日       | 火曜 25:50 - 26:20 | テレビ朝日系列                         |
| 岡山県・香川県 | 山陽放送           | 2012年2月12日 - 5月6日        | 日曜 25:20 - 25:35 | TBS系列                                |
| 山形県         | テレビユー山形     | 2013年4月6日 -                | 土曜 25:43 - 26:13 | TBS系列                                |
| 富山県         | チューリップテレビ | 2016年10月31日 - 2017年1月4日 | 日曜 25:23 - 25:38 | TBS系列                                |
| 全国           | エンタメ〜テレ     | 2012年1月 - 3月               | 木曜 23:00 - 23:15 | CS放送                                 |

### 方言彼女。0
| 放送対象地域   | 放送局              | 放送期間                       | 放送日時                        | 系列                                |
| -------------- | ------------------- | ------------------------------ | ------------------------------- | ----------------------------------- |
| 埼玉県         | テレビ埼玉          | 2012年10月8日 - 2013年3月25日  | 月曜 22:15 - 22:30              | 独立協 （東名阪ネット6） 共同制作局 |
| 千葉県         | 千葉テレビ放送      | 2012年10月13日 - 2013年4月6日  | 土曜 22:15 - 22:30              | 独立協 （東名阪ネット6） 共同制作局 |
| 神奈川県       | テレビ神奈川        | 2012年10月12日 - 2013年3月29日 | 金曜 26:15 - 26:30              | 独立協 （東名阪ネット6） 共同制作局 |
| 三重県         | 三重テレビ放送      | 2012年10月15日 - 2013年4月1日  | 月曜 24:50 - 25:05              | 独立協 （東名阪ネット6） 共同制作局 |
| 京都府         | 京都放送            | 2012年10月12日 - 2013年3月29日 | 金曜 23:30 - 23:45              | 独立協 （東名阪ネット6） 共同制作局 |
| 兵庫県         | サンテレビジョン    | 2012年10月14日 - 2013年3月31日 | 日曜 22:30 - 22:45              | 独立協 （東名阪ネット6） 共同制作局 |
| 全国           | ひかりTVチャンネル1 | 2012年10月12日 - 2013年3月29日 | 金曜 25:00 - 25:15              | 共同制作局                          |
| 福岡県         | 九州朝日放送        | 2013年1月15日 - 4月9日         | 火曜 25:45 - 26:15              | テレビ朝日系列                      |
| 福島県         | 福島中央テレビ      | 2013年2月4日 - 5月11日         | 月曜 25:28 - 25:58              | 日本テレビ系列                      |
| 北海道         | 札幌テレビ放送      | 2013年2月27日 - 5月15日        | 水曜 26:03 - 26:33              | 日本テレビ系列                      |
| 宮城県         | 仙台放送            | 2013年3月13日 - 4月29日        | 月曜 - 金曜 深夜                | フジテレビ系列                      |
| 岡山県・香川県 | 山陽放送            | 2013年3月24日 - 9月16日        | 日曜 26:20 - 26:35              | TBS系列                             |
| 岩手県         | IBC岩手放送         | 2013年9月8日 -                 | 日曜 25:00 - 25:30              | TBS系列                             |
| 鹿児島県       | 鹿児島テレビ放送    | 2013年10月8日 -                | 火曜 25:27 - 25:45              | フジテレビ系列                      |
| 熊本県         | 熊本朝日放送        | 2014年1月16日 - 2014年9月18日  | 第1・第3・第5木曜 25:45 - 26:00 | テレビ朝日系列                      |
| 福井県         | 福井テレビ          | 2014年2月17日 -                | 月曜 25:30 - 26:00              | フジテレビ系列                      |
| 富山県         | チューリップテレビ  | 2017年4月23日 -                | 月曜 25:18 - 25:33              | TBS系列                             |

## DVD
販売元：ハピネット
| タイトル            | 発売日        | 仕様     | 備考                    |
| ------------------- | ------------- | -------- | ----------------------- |
| 「方言彼女。」甲盤  | 2011年5月3日  | DVD1枚組 | ジャケットイラスト：KEI |
| 「方言彼女。」乙盤  | 2011年5月3日  | DVD1枚組 | ジャケットイラスト：KEI |
| 「方言彼女。2」華盤 | 2011年10月4日 | DVD1枚組 | ジャケットイラスト：2D  |
| 「方言彼女。2」雅盤 | 2011年10月4日 | DVD1枚組 | ジャケットイラスト：2D  |
| 「方言彼女。0」起盤 | 2013年3月2日  | DVD1枚組 | -                       |
| 「方言彼女。0」承盤 | 2013年3月2日  | DVD1枚組 | -                       |
| 「方言彼女。0」転盤 | 2013年6月4日  | DVD1枚組 | -                       |
| 「方言彼女。0」結盤 | 2013年6月4日  | DVD1枚組 | -                       |

## 方言だらけのオウチWi-Fi講座
内容：「方言彼女。×Flet's光」のWebCM（NTT東日本とのコラボ企画）
配信年月日：2014年3月〜
| 都道府県名 | 担当者       | 所属事務所                                           |
| ---------- | ------------ | ---------------------------------------------------- |
| 北海道     | 武田るい     | 芸映                                                 |
| 青森県     | 倉岡生夏     | エースクルー・エンタテインメント                     |
| 岩手県     | あゆか       | ケイダッシュステージ                                 |
| 宮城県     | 大縄みなみ   | ナノスクエア                                         |
| 秋田県     | 浅倉結希     | ACE                                                  |
| 山形県     | 雪子         | 劇団夜想会                                           |
| 福島県     | 佐藤愛美     | オスカープロモーション                               |
| 茨城県     | 郡司香織     | ブレスユー                                           |
| 栃木県     | 砂岡春奈     | Claudia                                              |
| 群馬県     | 市川奈央     | オスカープロモーション                               |
| 埼玉県     | 田中美晴     | アミューズ                                           |
| 千葉県     | 鈴木千絵里   | オスカープロモーション                               |
| 東京都     | 塩川愛友里   | オスカープロモーション                               |
| 神奈川県   | 船岡咲       | オスカープロモーション                               |
| 新潟県     | 相沢美羽     | Eja9                                                 |
| 富山県     | 松本未夢     | プラチナムプロダクション                             |
| 石川県     | 長柄ひろみ   | オスカープロモーション                               |
| 福井県     | 麻生かな     | スパイス                                             |
| 山梨県     | 若尾綾香     | プロダクションノータイトル                           |
| 長野県     | 望月一花     |                                                      |
| 岐阜県     | 土屋愛       | RUF                                                  |
| 静岡県     | 宮内かれん   | ホットラインプロモーション                           |
| 愛知県     | 新田まみ     | ACE                                                  |
| 三重県     | 新平真里亜   | GMBプロダクション                                    |
| 滋賀県     | 中沢沙理     | オスカープロモーション                               |
| 京都府     | 田井中茉莉亜 | 所属無                                               |
| 大阪府     | 清水あいり   | ファンタスター                                       |
| 兵庫県     | 櫻井りか     | プロダクションノータイトル                           |
| 奈良県     | 犬飼ゆきな   | オスカープロモーション                               |
| 和歌山県   | 田村澪       |                                                      |
| 鳥取県     | 井次麻友     | アイドルユニット「Chelip」サンミュージックアカデミー |
| 島根県     | 鎌田緑       | サーフライダー                                       |
| 岡山県     | 鈴木優梨     | ユーキース・エンタテインメント                       |
| 広島県     | 古崎瞳       | 2TOUCH                                               |
| 山口県     | 戸井智恵美   | ニューゲートプロダクション                           |
| 徳島県     | 佐々木麻衣   | ファンタスター                                       |
| 香川県     | 小泉みゆき   | 所属無                                               |
| 愛媛県     | 原田真緒     | パイク・プランニング                                 |
| 高知県     | 谷岡真由子   | Flash Up,inc                                         |
| 福岡県     | 吉岡璃乃     | グローバリエマネージメント                           |
| 佐賀県     | 深川芹亜     | 東映マネージメント                                   |
| 長崎県     | 小坂温子     | アートプロダクション                                 |
| 熊本県     | 渕上彩夏     | サンズエンタテインメント                             |
| 大分県     | 田中萌       | オフィス・メイ                                       |
| 宮崎県     | 桧山藍       | Peanuts Promotion                                    |
| 鹿児島県   | 水澤亜子     | Peanuts Promotion                                    |
| 沖縄県     | 垣花理乃     | オスカープロモーション                               |